# 1800년대
1800년대는 1800년부터 1809년까지를 가리킨다.

## 사건과 동향
- 1800년 - 조선 제 22대 임금 정조가 사망.
- 1800년 - 조선 제 23대 임금 순조가 즉위.
- 1801년 - 신유사옥이 일어나 정약용을 비롯한 진보성향의 인사들을 귀양을 보내거나 일부는 처형 당함.
- 1801년 - 신유박해가 일어나 수많은 천주교인들이 박해를 당함.
- 1804년 - 조선 제 21대 임금 영조의 3번째 부인인 정순왕후가 사망.
- 1808년 5월 - 스페인에서 스페인 독립전쟁 발발.